# Institut Internacional d'Estudis Borgians
L'Institut Internacional d'Estudis Borgians (IIEB) és una institució creada l'any 2000 dedicada principalment a l'estudi dels Borja.
L'Institut té la seu a l'edifici Octubre Centre de Cultura Contemporània, on disposa d'una biblioteca amb un fons documental i bibliogràfic especialitzat sobre els Borja, formada a partir de donatius, adquisicions i intercanvi de publicacions amb altres institucions. El seu secretari és el promotor cultural i empresari de l'àmbit editorial del País Valencià Eliseu Climent i Corberà. Té com a activitats principals l'estudi i la difusió dels membres d'aquesta família valenciana, central en la història dels Països Catalans i europea del Renaixement, tant pel que fa a la documentació factual com a la projecció en l'imaginari col·lectiu. Entre els seus objectius es troba el de fomentar els estudis borgians arreu d'Europa i en particular als territoris de l'antiga Corona d'Aragó i a Itàlia. La institució acull material de caràcter divulgatiu i també especialitzat. Pel que fa al primer, cal esmentar les seccions de Filmografia i Rutes, sèrie d'itineraris històrics que ressegueixen la presència històrica i artística dels Borja. En l'especialitzat, cal esmentar la "Bibliografia Borja", arxiu que reuneix de manera ordenada tot el material publicat, i la Revista Borja, que edita articles, monografies i treballs d'investigació inèdits. El 2007 rebé del Vaticà còpies dels documents secrets dels papes Calixt III i Alexandre VI, arxiu de gran importància històrica que la Generalitat Valenciana eludí reiteradament custodiar, motiu pel qual el juny de 2014 fou finalment dipositat a l'Arxiu Nacional de Catalunya. Entre les activitats de l'IIEB es troben la celebració de conferències, congressos i exposicions; però també l'intercanvi d'estudiants i investigadors d'altres universitats i institucions culturals, especialment d'Itàlia, que, amb el País Valencià, sol concentrar la major part dels projectes
borgians.
Entre els antecedents directes de l'IIEB i que en justifica la creació és el projecte Diplomatari Borja, consistent en un pla d'edició de la documentació borgiana conservada en arxius europeus, principalment l'Arxiu del Regne de València, Arxiu de la Corona d'Aragó, Archivio Segreto Vaticano, Archivio di Stato de Mòdena, Archivo Histórico Nacional, Reial Acadèmia de la Història, entre d'altres. El Diplomatari es proposà completar la genealogia i resseguir els orígens i els progressos d'aquesta obscura família xativina. El precedent del Diplomatari és una idea del valencià Lluís Cerveró i Gomis (1902-1983) i del barceloní Miquel Batllori i Munné (1909-2003), centrada en la documentació valenciana i vaticana.
A partir del 2017 l'Institut Internacional d'Estudis Borgians (IIEB) es veié obligat a paralitzar temporalment la major part de la seva activitat de difusió, a través de publicacions i activitats, per la manca de suport de les principals institucions valencianes.